# 李宗勉
李宗勉（？—1241年），字强父，临安府富阳县（今浙江省富阳市）人，南宋官员。

## 生平
李宗勉在宋宁宗开禧元年（1205年）进士。历任黄州（治今湖北省黄冈市北）教授、浙西茶盐司、江西转运司判官、太学正、国子博士、秘书郎。绍定元年（1228年），李宗勉转任著作郎，兼权兵部郎官。奏请宋理宗通下情、节国用，宽民力，以身作则，罢宫中不急之需。之后知台州（治今浙江省临海市）、婺州（治今浙江省金华市）。向皇帝进言四事：守公道、行实政、谨命令、明赏罚，担任监察御史。
金朝灭亡，朝廷议论出师开封府、洛阳。李宗勉上奏先修内治、严边防、育邦材、壮国势，然后用兵北方，后来担任左司谏兼侍讲，殿中侍御史，称“欲保江南，先守江北”，杜绝议和，建议在淮西置军司。李宗勉担任工部侍郎兼给事中，谏议大夫兼侍读。嘉熙元年（1237年），签书枢密院事。嘉熙二年（1238年），参知政事。嘉熙三年（1239年），拜左丞相兼枢密使，时称“公清之相”。嘉熙四年十二月丙寅李宗勉卒，赠少师，谥号文清。

## 延伸阅读
[在维基数据编辑]
 《宋史·卷405》，出自脱脱《宋史》